# 히메지역
히메지역(일본어: 姫路駅 히메지에키[*])은 일본 효고현 히메지시에 있는 서일본 여객철도의 역이다.

## 역 구조

### 승강장
1989년부터 히메지 역 이동 구간 기존선의 연속 입체 교차화 공사가 진행되어 2008년 12월 23일에 모든 승강장이 반지하 형태로 되었다. 기존선은 섬식 승강장 3면 8선 (내부 선로 2개는 막힌 곳) 및 하행선 통과선 1개, 신칸센은 섬식과 상대식 승강장이 혼합된 2면 3선 및 상하행 통과선 1개씩으로 구성되어 있다.
| 재래선 | 재래선                            | 재래선                                             | 재래선 |
| ------ | --------------------------------- | -------------------------------------------------- | ------ |
| 1・2   | ■ 반탄 선                         | 데라마에・와다야마                                 |        |
| 1・2   | ■ 하마카제 호                     | 오사카 방면 (2번 승강장만)                         |        |
| 3・4   | ■기신 선                          | 하리마신구・사요 방면                              |        |
| 5・6   | ■ JR 고베 선 (신쾌속·보통)        | 가코가와・산노미야・오사카 방면                    |        |
| 5・6   | ■ 슈퍼 하쿠토                     | 오사카 방면 (5번 승강장만)                         |        |
| 7・8   | ■ 산요 본선·아코 선 (신쾌속·보통) | 아이오이·반슈아코·가미고리·오카야마 방면           |        |
| 7・8   | ■ 슈퍼 하쿠토                     | 지즈 급행선 경유 돗토리 방면                       |        |
| 7・8   | ■ 하마카제                        | 반탄 선 경유 기노사키 온천 방면 (7번 승강장만)     |        |
| 신칸센 |                                   |                                                    |        |
| 11     | ■ 산요 신칸센 (상행)              | 신오사카・도쿄 방면 (당역 시발 열차는 12번 승강장) |        |
| 12・13 | ■ 산요 신칸센 (하행)              | 오카야마・하카타・가고시마 중앙 방면               |        |

## 인접한 역
| 서일본 여객철도 산요 신칸센 | 서일본 여객철도 산요 신칸센        | 서일본 여객철도 산요 신칸센 |
| --------------------------- | ---------------------------------- | --------------------------- |
| 신코베 도쿄 방면            | ■ 도카이도 · 산요 신칸센 히카리 호 | 오카야마 하카타 방면        |
| 신코베 오사카 방면          | ■ 산요 · 규슈 신칸센 사쿠라 호     | 오카야마 가고시마추오 방면  |
| 니시아카시 오사카 방면      | ■ 도카이도 · 산요 신칸센 고다마 호 | 아이오이 하카타 방면        |
| 서일본 여객철도 산요 본선   |                                    |                             |
| 가코가와 쓰루가 방면        | ■ JR 고베 선 · 산요 본선 신쾌속    | 아가호 반슈아코 방면        |
| 히가시히메지 마이바라 방면  | ■ JR 고베 선 · 산요 본선 보통      | 아가호 반슈아코 방면        |
| 시·종착역                   | ■ 산요 본선 보통                   | 아가호 오카야마 방면        |
| 서일본 여객철도 반탄 선     |                                    |                             |
| 시·종착역                   | ■ 반탄 선 보통                     | 교구치 와다야마 방면        |
| 서일본 여객철도 기신 선     |                                    |                             |
| 시·종착역                   | ■ 기신 선 보통                     | 하리마타카오카 니미 방면    |